# Parsonsia sankowskyana
Parsonsia sankowskyana är en oleanderväxtart som beskrevs av J.B. Williams. Parsonsia sankowskyana ingår i släktet Parsonsia och familjen oleanderväxter. Inga underarter finns listade i Catalogue of Life.